# Tobacco Road Football Club
Tobacco Road Football Club é um time americano de futebol baseado em Durham, Carolina do Norte . O time joga na USL League Two, a quarta divisão no Sistema de ligas nos Estados Unidos . 

## História
O clube existiu sob vários nomes como um programa amador de grande sucesso por muitos anos na Triangle Adult Soccer League, incluindo 2013, quando a equipe conquistou o Campeonato Amador da Carolina do Norte.  O clube foi renomeado como Tobacco Road FC sob a liderança de Seth Kaplan e Cedric Burke em 2013. O Tobacco Road FC jogou a temporada de 2016 na National Premier Soccer League, chegando às finais dos Playoffs da Conferência do Atlântico Sul, onde caiu para o Atlanta Silverbacks (NPSL) no tempo extra. Em novembro de 2016, foi anunciado que o Tobacco Road FC jogaria a temporada de 2017 na Premier Development League . 